# Eleição federal na Alemanha Ocidental em 1976
As eleições federais na Alemanha Ocidental foram realizadas a 3 de outubro de 1976 e, serviram para eleger os 518 deputados para o Bundestag.
Num contexto de dificuldades económicas e aumento de taxa de desemprego, muito devido à Crise do Petróleo de 1973, o Partido Social-Democrata, agora liderado por Helmut Schmidt, obtiveram o seu pior resultado desde 1965, ficando-se pelos 42,6% dos votos e 224 deputados, uma queda de 3,2% e 18 deputados quando comparado com 1972. Os parceiros de coligação, os liberais do Partido Democrático Liberal, também sofreram com a impopularidade com a situação económica que o país atravessava, perdendo 2 deputados e 0,5% dos votos, conquistando com 7,9% dos votos e 40 deputados. Apesar da queda de popularidade e da perda de influência eleitoral, a coligação SPD-FDP manteve a maioria parlamentar, apesar de, começaram a aparecer fracturas entre os parceiros de coligação.
Por outro lado, os dois partidos irmãos de centro-direita, União Democrata-Cristã e União Social-Cristã, liderados por Helmut Kohl, presidente da região de Rheinland-Pfalz, obtiveram o seu melhor resultado desde 1957, conquistando 48,6% dos votos e 254 deputados, um aumento de 20 deputados em relação a 1976. Apesar deste resultado, os democratas-cristãos ficaram a 6 deputados da maioria absoluta e, assim, insuficiente para tirar o governo de coligação SPD-FDP.
Após as eleições, a coligação "social-liberal" entre SPD e FDP, manteve-se no poder, com Helmut Schmidt como chanceler.

## Resultados Oficiais

### Método Proporcional (Lista)
| Partido                     | Partido                     | Partido                     | Lista de Partido | Lista de Partido | Lista de Partido | Lista de Partido | Lista de Partido |
| Partido                     | Partido                     | Partido                     | Votos            | %                | +/-              | Deputados        | +/-              |
| --------------------------- | --------------------------- | --------------------------- | ---------------- | ---------------- | ---------------- | ---------------- | ---------------- |
|                             |                             | União Democrata-Cristã      | 14 367 302       | 37,99 / 100,00   | 2,78             | 107 / 270        | 14               |
|                             | União Social-Cristã         | 4 027 499                   | 10,65 / 100,00   | 1,00             | 13 / 270         | 4                |                  |
| CDU/CSU                     | CDU/CSU                     | 18 394 801                  | 48,64 / 100,00   | 3,78             | 120 / 270        | 18               |                  |
|                             | Partido Social-Democrata    | Partido Social-Democrata    | 16 099 019       | 42,56 / 100,00   | 3,29             | 110 / 270        | 20               |
|                             | Partido Democrático Liberal | Partido Democrático Liberal | 2 995 085        | 7,92 / 100,00    | 0,44             | 40 / 270         | 2                |
| Barreira Eleitoral de 5,00% |                             |                             |                  |                  |                  |                  |                  |
|                             | Outros (com menos de 1,00%) | Outros (com menos de 1,00%) | 333 595          | 0,87 / 100,00    |                  | 0 / 270          |                  |
| Votos Inválidos             | Votos Inválidos             | Votos Inválidos             | 343 253          |                  |                  |                  |                  |
| Total                       | Total                       | Total                       | 38 165 753       | 100,00 / 100,00  |                  | 270 / 270        |                  |
| Eleitorado/Participação     | Eleitorado/Participação     | Eleitorado/Participação     | 42 058 015       | 90,75 / 100,00   | 0,36             |                  |                  |
| Fonte                       | Fonte                       | Fonte                       | [ 3 ]            | [ 3 ]            | [ 3 ]            | [ 3 ]            | [ 3 ]            |

### Método Uninominal (Distrito)
| Partido                 | Partido                     | Partido                     | Distrito Eleitoral | Distrito Eleitoral | Distrito Eleitoral | Distrito Eleitoral | Distrito Eleitoral |
| Partido                 | Partido                     | Partido                     | Votos              | %                  | +/-                | Deputados          | +/-                |
| ----------------------- | --------------------------- | --------------------------- | ------------------ | ------------------ | ------------------ | ------------------ | ------------------ |
|                         |                             | União Democrata-Cristã      | 14 423 157         | 38,26 / 100,00     | 2,59               | 94 / 248           | 29                 |
|                         | União Social-Cristã         | 4 008 514                   | 10,63 / 100,00     | 0,92               | 40 / 248           | 9                  |                    |
| CDU/CSU                 | CDU/CSU                     | 18 431 671                  | 48,89 / 100,00     | 3,51               | 134 / 248          | 38                 |                    |
|                         | Partido Social-Democrata    | Partido Social-Democrata    | 16 471 321         | 43,70 / 100,00     | 5,16               | 114 / 248          | 38                 |
|                         | Partido Democrático Liberal | Partido Democrático Liberal | 2 417 683          | 6,41 / 100,00      | 1,61               | 0 / 248            | Estável            |
|                         | Outros (com menos de 1,00%) | Outros (com menos de 1,00%) | 374 969            | 0,99 / 100,00      |                    | 0 / 248            |                    |
| Votos Inválidos         | Votos Inválidos             | Votos Inválidos             | 470 109            |                    |                    |                    |                    |
| Total                   | Total                       | Total                       | 38 165 753         | 100,00 / 100,00    |                    | 248 / 248          |                    |
| Eleitorado/Participação | Eleitorado/Participação     | Eleitorado/Participação     | 42 058 015         | 90,75 / 100,00     | 0,36               |                    |                    |
| Fonte                   | Fonte                       | Fonte                       | [ 3 ]              | [ 3 ]              | [ 3 ]              | [ 3 ]              | [ 3 ]              |

### Total de Deputados
| Partido | Partido                     | Partido                     | Distrito Eleitoral | Distrito Eleitoral | Lista de Partido | Lista de Partido | Total     | Total |
| Partido | Partido                     | Partido                     | Deputados          | +/-                | Deputados        | +/-              | Deputados | +/-   |
| ------- | --------------------------- | --------------------------- | ------------------ | ------------------ | ---------------- | ---------------- | --------- | ----- |
|         |                             | União Democrata-Cristã      | 94 / 248           | 29                 | 107 / 270        | 14               | 201 / 518 | 15    |
|         | União Social-Cristã         | 40 / 248                    | 9                  | 13 / 270           | 4                | 53 / 518         | 5         |       |
| CDU/CSU | CDU/CSU                     | 134 / 248                   | 38                 | 120 / 270          | 18               | 254 / 518        | 20        |       |
|         | Partido Social-Democrata    | Partido Social-Democrata    | 114 / 248          | 38                 | 110 / 270        | 20               | 224 / 518 | 18    |
|         | Partido Democrático Liberal | Partido Democrático Liberal | 0 / 248            | Estável            | 40 / 270         | 2                | 40 / 518  | 2     |
|         | Outros (com menos de 1,00%) | Outros (com menos de 1,00%) | 0 / 248            |                    | 0 / 270          |                  | 0 / 518   |       |
| Total   | Total                       | Total                       | 248 / 248          |                    | 270 / 270        |                  | 518 / 518 |       |
| Fonte   | Fonte                       | Fonte                       | [ 3 ]              | [ 3 ]              | [ 3 ]            | [ 3 ]            | [ 3 ]     | [ 3 ] |

## Resultados por Estado Federal
A tabela de resultados apresentada refere-se aos votos obtidos na lista de partido e, apenas, refere-se a partidos com mais de 1,0% dos votos:
| Estado                     | %       | D       | %    | D   | %    | D   | Votantes   |
| Estado                     | CDU CSU | CDU CSU | SPD  | SPD | FDP  | FDP | Votantes   |
| -------------------------- | ------- | ------- | ---- | --- | ---- | --- | ---------- |
| Estado                     |         |         |      |     |      |     | Votantes   |
| Baden-Württemberg          | 53,3    | 38      | 36,6 | 26  | 9,1  | 7   | 5 452 370  |
| Baixa Saxônia              | 45,7    | 28      | 45,7 | 29  | 7,9  | 5   | 4 757 376  |
| Baviera                    | 60,0    | 53      | 32,8 | 29  | 6,2  | 6   | 6 764 839  |
| Berlim Ocidental (Nota)    | 43,9    | 11      | 42,6 | 10  | 7,1  | 1   | 1 387 471  |
| Bremen                     | 32,5    | 2       | 54,0 | 3   | 11,8 | -   | 475 582    |
| Hamburgo                   | 35,9    | 5       | 52,6 | 8   | 10,2 | 1   | 1 173 082  |
| Hesse                      | 44,8    | 21      | 45,7 | 22  | 8,5  | 4   | 3 585 275  |
| Renânia do Norte-Vestfália | 44,5    | 66      | 46,9 | 70  | 7,8  | 12  | 11 066 546 |
| Renânia-Palatinado         | 49,9    | 16      | 41,7 | 13  | 7,6  | 2   | 2 448 946  |
| Sarre                      | 46,2    | 4       | 46,1 | 4   | 6,6  | -   | 753 786    |
| Schleswig-Holstein         | 44,1    | 10      | 46,4 | 10  | 8,8  | 2   | 1 687 951  |
| Alemanha Ocidental         | 48,6    | 254     | 42,6 | 224 | 7,9  | 40  | 38 165 753 |

Nota: Berlim Ocidental, oficialmente, não integrava a Alemanha Ocidental e, como tal, os seus deputados eram eleitos conformes os resultados das eleições regionais que correspondiam ao período das eleições federais alemãs.

### Baden-Württemberg
| Partido                 | Partido                     | Distrito Eleitoral | Distrito Eleitoral | Distrito Eleitoral | Lista de Partido | Lista de Partido | Lista de Partido | Deputados | +/- |
| Partido                 | Partido                     | Votos              | %                  | +/-                | Votos            | %                | +/-              | Deputados | +/- |
| ----------------------- | --------------------------- | ------------------ | ------------------ | ------------------ | ---------------- | ---------------- | ---------------- | --------- | --- |
|                         | União Democrata-Cristã      | 2 887 782          | 53,6 / 100,0       | 3,1                | 2 882 365        | 53,3 / 100,0     | 3,5              | 38 / 71   | 2   |
|                         | Partido Social-Democrata    | 2 060 398          | 38,3 / 100,0       | 4,5                | 1 980 313        | 36,6 / 100,0     | 2,3              | 26 / 71   | 2   |
|                         | Partido Democrático Liberal | 375 122            | 7,0 / 100,0        | 1,4                | 489 661          | 9,1 / 100,0      | 1,1              | 7 / 71    | 1   |
|                         | Outros                      | 61 224             | 1,2 / 100,0        |                    | 53 195           | 0,9 / 100,0      |                  | 0 / 71    |     |
| Votos Inválidos         | Votos Inválidos             | 67 844             | 1,2 / 100,0        | 0,1                | 46 836           | 0,9 / 100,0      | 0,1              |           |     |
| Total                   | Total                       | 5 452 370          | 100,0 / 100,0      |                    | 5 452 370        | 100,0 / 100,0    |                  | 71 / 71   | 1   |
| Eleitorado/Participação | Eleitorado/Participação     | 6 118 464          | 89,1 / 100,0       | 1,1                | 6 118 464        | 89,1 / 100,0     | 1,1              |           |     |

### Baixa Saxônia
| Partido                 | Partido                     | Distrito Eleitoral | Distrito Eleitoral | Distrito Eleitoral | Lista de Partido | Lista de Partido | Lista de Partido | Deputados | +/-     |
| Partido                 | Partido                     | Votos              | %                  | +/-                | Votos            | %                | +/-              | Deputados | +/-     |
| ----------------------- | --------------------------- | ------------------ | ------------------ | ------------------ | ---------------- | ---------------- | ---------------- | --------- | ------- |
|                         | Partido Social-Democrata    | 2 182 156          | 47,0 / 100,0       | 4,5                | 2 129 502        | 45,7 / 100,0     | 2,4              | 29 / 62   | 1       |
|                         | União Democrata-Cristã      | 2 147 647          | 46,2 / 100,0       | 2,9                | 2 129 143        | 45,7 / 100,0     | 3,0              | 28 / 62   | 1       |
|                         | Partido Democrático Liberal | 283 448            | 6,1 / 100,0        | 1,6                | 369 526          | 7,9 / 100,0      | 0,6              | 5 / 62    | Estável |
|                         | Outros                      | 34 347             | 0,7 / 100,0        |                    | 30 807           | 0,6 / 100,0      |                  | 0 / 71    |         |
| Votos Inválidos         | Votos Inválidos             | 109 778            | 2,3 / 100,0        | 1,3                | 98 398           | 2,1 / 100,0      | 1,4              |           |         |
| Total                   | Total                       | 4 757 376          | 100,0 / 100,0      |                    | 4 757 376        | 100,0 / 100,0    |                  | 62 / 62   |         |
| Eleitorado/Participação | Eleitorado/Participação     | 5 205 680          | 91,4 / 100,0       | Estável            | 5 205 680        | 91,4 / 100,0     | Estável          |           |         |

### Baviera
| Partido                 | Partido                     | Distrito Eleitoral | Distrito Eleitoral | Distrito Eleitoral | Lista de Partido | Lista de Partido | Lista de Partido | Deputados | +/- |
| Partido                 | Partido                     | Votos              | %                  | +/-                | Votos            | %                | +/-              | Deputados | +/- |
| ----------------------- | --------------------------- | ------------------ | ------------------ | ------------------ | ---------------- | ---------------- | ---------------- | --------- | --- |
|                         | União Social-Cristã         | 4 008 514          | 60,0 / 100,0       | 4,5                | 4 027 499        | 60,0 / 100,0     | 4,9              | 53 / 88   | 5   |
|                         | Partido Social-Democrata    | 2 249 609          | 33,7 / 100,0       | 5,7                | 2 201 692        | 32,8 / 100,0     | 5,0              | 29 / 88   | 4   |
|                         | Partido Democrático Liberal | 353 354            | 5,3 / 100,0        | 1,3                | 419 335          | 6,2 / 100,0      | 0,1              | 6 / 88    | 1   |
|                         | Outros                      | 71 149             | 1,0 / 100,0        |                    | 65 169           | 0,9 / 100,0      |                  | 0 / 88    |     |
| Votos Inválidos         | Votos Inválidos             | 82 213             | 1,2 / 100,0        | 0,3                | 51 144           | 0,8 / 100,0      | 0,1              |           |     |
| Total                   | Total                       | 6 764 839          | 100,0 / 100,0      |                    | 6 764 839        | 100,0 / 100,0    |                  | 88 / 88   | 2   |
| Eleitorado/Participação | Eleitorado/Participação     | 7 547 820          | 89,6 / 100,0       | 0,2                | 7 547 820        | 89,6 / 100,0     | 0,2              |           |     |

### Berlim Ocidental
| Partido                 | Partido                       | Votos     | %             | +/-  | Deputados | +/-     |
| ----------------------- | ----------------------------- | --------- | ------------- | ---- | --------- | ------- |
|                         | União Democrata-Cristã        | 604 007   | 43,9 / 100,0  | 5,7  | 11 / 22   | 2       |
|                         | Partido Social-Democrata      | 585 605   | 42,6 / 100,0  | 7,8  | 10 / 22   | 2       |
|                         | Partido Democrático Liberal   | 97 969    | 7,1 / 100,0   | 1,4  | 1 / 22    | Estável |
|                         | Federação pela Alemanha Livre | 46 691    | 3,4 / 100,0   | Novo | 0 / 22    | Novo    |
|                         | Partido Socialista Unificado  | 25 105    | 1,8 / 100,0   | 0,5  | 0 / 22    | Estável |
|                         | Outros                        | 16 145    | 1,2 / 100,0   |      | 0 / 22    |         |
| Votos Inválidos         | Votos Inválidos               | 11 949    | 0,9 / 100,0   | 0,5  |           |         |
| Total                   | Total                         | 1 387 471 | 100,0 / 100,0 |      | 22 / 22   |         |
| Eleitorado/Participação | Eleitorado/Participação       | 1 579 924 | 87,8 / 100,0  | 1,1  |           |         |

### Bremen
| Partido                 | Partido                     | Distrito Eleitoral | Distrito Eleitoral | Distrito Eleitoral | Lista de Partido | Lista de Partido | Lista de Partido | Deputados | +/-     |
| Partido                 | Partido                     | Votos              | %                  | +/-                | Votos            | %                | +/-              | Deputados | +/-     |
| ----------------------- | --------------------------- | ------------------ | ------------------ | ------------------ | ---------------- | ---------------- | ---------------- | --------- | ------- |
|                         | Partido Social-Democrata    | 256 721            | 54,4 / 100,0       | 7,4                | 255 544          | 54,0 / 100,0     | 4,1              | 3 / 5     | Estável |
|                         | União Democrata-Cristã      | 154 642            | 32,8 / 100,0       | 3,0                | 153 842          | 32,5 / 100,0     | 2,9              | 2 / 5     | 1       |
|                         | Partido Democrático Liberal | 51 656             | 10,9 / 100,0       | 3,8                | 55 903           | 11,8 / 100,0     | 0,7              | 0 / 5     | Estável |
|                         | Partido Comunista Alemão    | 4 498              | 1,0 / 100,0        | 0,2                | 3 593            | 0,8 / 100,0      | 0,1              | 0 / 5     | Estável |
|                         | Outros                      | 4 591              | 1,0 / 100,0        |                    | 4 106            | 0,7 / 100,0      |                  | 0 / 5     |         |
| Votos Inválidos         | Votos Inválidos             | 3 474              | 0,7 / 100,0        | 0,3                | 2 594            | 0,5 / 100,0      | 0,2              |           |         |
| Total                   | Total                       | 475 582            | 100,0 / 100,0      |                    | 475 582          | 100,0 / 100,0    |                  | 5 / 5     | 1       |
| Eleitorado/Participação | Eleitorado/Participação     | 528 346            | 90,0 / 100,0       | 1,0                | 528 346          | 90,0 / 100,0     | 1,0              |           |         |

### Hamburgo
| Deputados               | Deputados                   | Distrito Eleitoral | Distrito Eleitoral | Distrito Eleitoral | Lista de Partido | Lista de Partido | Lista de Partido | Deputados | +/-     |
| Deputados               | Deputados                   | Votos              | %                  | +/-                | Votos            | %                | +/-              | Deputados | +/-     |
| ----------------------- | --------------------------- | ------------------ | ------------------ | ------------------ | ---------------- | ---------------- | ---------------- | --------- | ------- |
|                         | Partido Social-Democrata    | 632 991            | 54,3 / 100,0       | 5,9                | 614 284          | 52,6 / 100,0     | 1,8              | 8 / 14    | 1       |
|                         | União Democrata-Cristã      | 420 932            | 36,1 / 100,0       | 2,8                | 418 994          | 35,9 / 100,0     | 2,6              | 5 / 14    | Estável |
|                         | Partido Democrático Liberal | 94 599             | 8,1 / 100,0        | 2,8                | 118 969          | 10,2 / 100,0     | 1,0              | 1 / 14    | 1       |
|                         | Partido Comunista Alemão    | 11 650             | 1,0 / 100,0        | 0,3                | 9 028            | 0,8 / 100,0      | 0,2              | 0 / 14    | Estável |
|                         | Outros                      | 6 249              | 0,5 / 100,0        |                    | 6 812            | 0,6 / 100,0      |                  | 0 / 14    |         |
| Votos Inválidos         | Votos Inválidos             | 6 661              | 0,6 / 100,0        | Estável            | 4 995            | 0,4 / 100,0      | 0,1              |           |         |
| Total                   | Total                       | 1 173 082          | 100,0 / 100,0      |                    | 1 173 082        | 100,0 / 100,0    |                  | 14 / 14   | 2       |
| Eleitorado/Participação | Eleitorado/Participação     | 1 287 473          | 91,1 / 100,0       | 1,1                | 1 287 473        | 91,1 / 100,0     | 1,1              |           |         |

### Hesse
| Partido                 | Partido                     | Distrito Eleitoral | Distrito Eleitoral | Distrito Eleitoral | Lista de Partido | Lista de Partido | Lista de Partido | Deputados | +/- |
| Partido                 | Partido                     | Votos              | %                  | +/-                | Votos            | %                | +/-              | Deputados | +/- |
| ----------------------- | --------------------------- | ------------------ | ------------------ | ------------------ | ---------------- | ---------------- | ---------------- | --------- | --- |
|                         | Partido Social-Democrata    | 1 660 580          | 46,9 / 100,0       | 6,4                | 1 626 365        | 45,7 / 100,0     | 2,8              | 22 / 47   | 1   |
|                         | União Democrata-Cristã      | 1 597 948          | 45,1 / 100,0       | 4,6                | 1 593 695        | 44,8 / 100,0     | 4,5              | 21 / 47   | 2   |
|                         | Partido Democrático Liberal | 244 232            | 6,9 / 100,0        | 1,6                | 300 864          | 8,5 / 100,0      | 1,7              | 4 / 47    | 1   |
|                         | Outros                      | 41 271             | 1,1 / 100,0        |                    | 37 078           | 1,0 / 100,0      |                  | 0 / 47    |     |
| Votos Inválidos         | Votos Inválidos             | 41 244             | 1,2 / 100,0        |                    | 27 273           | 0,8 / 100,0      | 0,1              |           |     |
| Total                   | Total                       | 3 585 275          | 100,0 / 100,0      |                    | 3 585 275        | 100,0 / 100,0    |                  | 47 / 47   |     |
| Eleitorado/Participação | Eleitorado/Participação     | 3 899 454          | 91,9 / 100,0       | 0,2                | 3 899 454        | 91,9 / 100,0     | 0,2              |           |     |

### Renânia do Norte-Vestfália
| Partido                 | Partido                     | Distrito Eleitoral | Distrito Eleitoral | Distrito Eleitoral | Lista de Partido | Lista de Partido | Lista de Partido | Deputados | +/-     |
| Partido                 | Partido                     | Votos              | %                  | +/-                | Votos            | %                | +/-              | Deputados | +/-     |
| ----------------------- | --------------------------- | ------------------ | ------------------ | ------------------ | ---------------- | ---------------- | ---------------- | --------- | ------- |
|                         | Partido Social-Democrata    | 5 251 009          | 47,9 / 100,0       | 4,9                | 5 153 959        | 46,9 / 100,0     | 3,5              | 70 / 148  | 5       |
|                         | União Democrata-Cristã      | 4 907 990          | 44,8 / 100,0       | 3,3                | 4 892 278        | 44,5 / 100,0     | 3,5              | 66 / 148  | 5       |
|                         | Partido Democrático Liberal | 703 914            | 6,4 / 100,0        | 1,5                | 860 331          | 7,8 / 100,0      | Estável          | 12 / 148  | Estável |
|                         | Outros                      | 96 372             | 0,7 / 100,0        |                    | 82 994           | 0,6 / 100,0      |                  | 0 / 148   |         |
| Votos Inválidos         | Votos Inválidos             | 107 261            | 1,0 / 100,0        | 0,2                | 76 984           | 0,7 / 100,0      | 0,1              |           |         |
| Total                   | Total                       | 11 066 546         | 100,0 / 100,0      |                    | 11 066 546       | 100,0 / 100,0    |                  | 148 / 148 |         |
| Eleitorado/Participação | Eleitorado/Participação     | 12 118 533         | 91,3 / 100,0       | 0,5                | 12 118 533       | 91,3 / 100,0     | 0,5              |           |         |

### Renânia-Palatinado
| Partido                 | Partido                     | Distrito Eleitoral | Distrito Eleitoral | Distrito Eleitoral | Lista de Partido | Lista de Partido | Lista de Partido | Deputados | +/-     |
| Partido                 | Partido                     | Votos              | %                  | +/-                | Votos            | %                | +/-              | Deputados | +/-     |
| ----------------------- | --------------------------- | ------------------ | ------------------ | ------------------ | ---------------- | ---------------- | ---------------- | --------- | ------- |
|                         | União Democrata-Cristã      | 1 214 976          | 50,2 / 100,0       | 3,6                | 1 211 208        | 49,9 / 100,0     | 4,0              | 16 / 31   | 1       |
|                         | Partido Social-Democrata    | 1 026 588          | 42,4 / 100,0       | 5,2                | 1 013 574        | 41,7 / 100,0     | 3,2              | 13 / 31   | 1       |
|                         | Partido Democrático Liberal | 157 468            | 6,5 / 100,0        | 1,7                | 183 575          | 7,6 / 100,0      | 0,5              | 2 / 31    | Estável |
|                         | Outros                      | 22 437             | 0,9 / 100,0        |                    | 20 896           | 0,8 / 100,0      |                  | 0 / 31    |         |
| Votos Inválidos         | Votos Inválidos             | 27 477             | 1,1 / 100,0        | 0,3                | 19 693           | 0,8 / 100,0      | 0,3              |           |         |
| Total                   | Total                       | 2 448 946          | 100,0 / 100,0      |                    | 2 448 946        | 100,0 / 100,0    |                  | 31 / 31   |         |
| Eleitorado/Participação | Eleitorado/Participação     | 2 676 890          | 91,5 / 100,0       | 0,1                | 2 676 890        | 91,5 / 100,0     | 0,1              |           |         |

### Sarre
| Partido                 | Partido                     | Distrito Eleitoral | Distrito Eleitoral | Distrito Eleitoral | Lista de Partido | Lista de Partido | Lista de Partido | Deputados | +/-     |
| Partido                 | Partido                     | Votos              | %                  | +/-                | Votos            | %                | +/-              | Deputados | +/-     |
| ----------------------- | --------------------------- | ------------------ | ------------------ | ------------------ | ---------------- | ---------------- | ---------------- | --------- | ------- |
|                         | União Democrata-Cristã      | 345 938            | 46,5 / 100,0       | 2,5                | 344 850          | 46,2 / 100,0     | 2,8              | 4 / 8     | Estável |
|                         | Partido Social-Democrata    | 347 668            | 46,7 / 100,0       | 3,8                | 344 187          | 46,1 / 100,0     | 1,8              | 4 / 8     | Estável |
|                         | Partido Democrático Liberal | 41 883             | 5,6 / 100,0        | 1,6                | 49 299           | 6,6 / 100,0      | 0,5              | 0 / 8     | Estável |
|                         | Outros                      | 8 465              | 1,2 / 100,0        |                    | 7 979            | 1,0 / 100,0      |                  | 0 / 8     |         |
| Votos Inválidos         | Votos Inválidos             | 9 832              | 1,3 / 100,0        | 0,5                | 7 471            | 1,0 / 100,0      | 0,5              |           |         |
| Total                   | Total                       | 753 786            | 100,0 / 100,0      |                    | 753 786          | 100,0 / 100,0    |                  | 8 / 8     |         |
| Eleitorado/Participação | Eleitorado/Participação     | 811 322            | 92,9 / 100,0       | Estável            | 811 322          | 92,9 / 100,0     | Estável          |           |         |

### Schleswig-Holstein
| Partido                 | Partido                     | Distrito Eleitoral | Distrito Eleitoral | Distrito Eleitoral | Lista de Partido | Lista de Partido | Lista de Partido | Deputados | +/-     |
| Partido                 | Partido                     | Votos              | %                  | +/-                | Votos            | %                | +/-              | Deputados | +/-     |
| ----------------------- | --------------------------- | ------------------ | ------------------ | ------------------ | ---------------- | ---------------- | ---------------- | --------- | ------- |
|                         | Partido Social-Democrata    | 803 601            | 48,0 / 100,0       | 4,1                | 779 599          | 46,4 / 100,0     | 2,2              | 10 / 22   | 1       |
|                         | União Democrata-Cristã      | 745 302            | 44,5 / 100,0       | 1,6                | 740 927          | 44,1 / 100,0     | 2,1              | 10 / 22   | 1       |
|                         | Partido Democrático Liberal | 112 007            | 6,7 / 100,0        | 2,5                | 147 622          | 8,8 / 100,0      | 0,2              | 2 / 22    | Estável |
|                         | Outros                      | 12 716             | 0,8 / 100,0        |                    | 11 938           | 0,7 / 100,0      |                  | 0 / 22    |         |
| Votos Inválidos         | Votos Inválidos             | 14 325             | 0,8 / 100,0        | 0,3                | 7 865            | 0,5 / 100,0      | 0,2              |           |         |
| Total                   | Total                       | 1 687 951          | 100,0 / 100,0      |                    | 1 687 951        | 100,0 / 100,0    |                  | 22 / 22   |         |
| Eleitorado/Participação | Eleitorado/Participação     | 1 864 033          | 90,6 / 100,0       | 0,1                | 1 864 033        | 90,6 / 100,0     | 0,1              |           |         |